# Palio della Marciliana

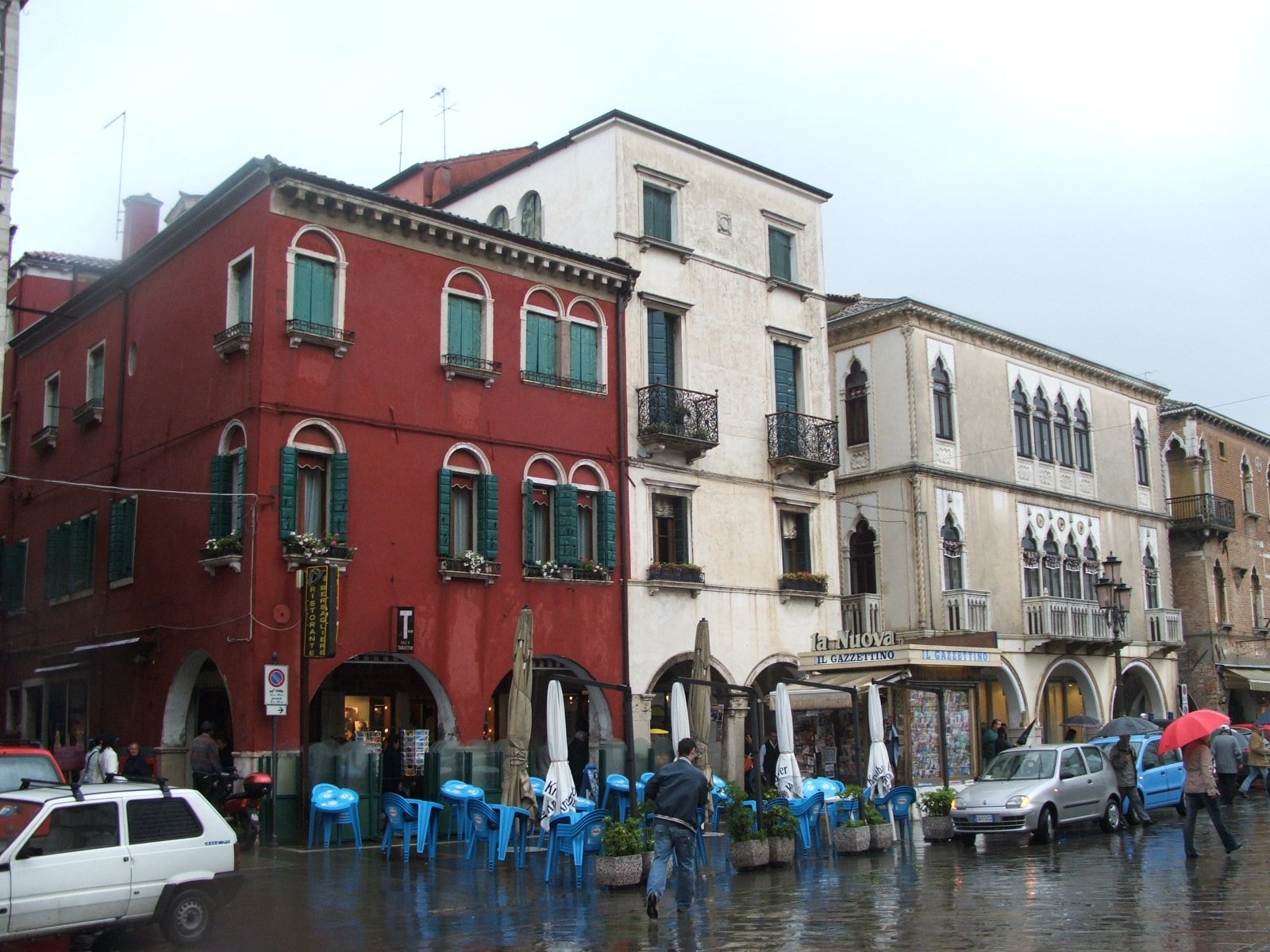
Palazzi in stile veneziano si affacciano su corso del Popolo, a Chioggia. In questa via, fra la folla che assiste all'evento, si svolgono le fasi centrali della manifestazione ed il corteo storico che chiude il palio

Il Palio della Marciliana è una rivisitazione storica ed una delle principali feste popolari cittadine che si tengono annualmente a  Chioggia, in provincia di Venezia. Include il Torneo della balestra e richiama ogni anno nella città della laguna veneta migliaia di visitatori.
È organizzato nel terzo fine settimana di giugno e fa rivivere con una serie articolata di manifestazioni quella che era la città del Medioevo negli anni che vanno dal 1378 al 1381 e che videro quella che è passata alla storia come la guerra di Chioggia, combattuta per ottenere l'egemonia negli scali commerciali d'Oriente (vedi colonie genovesi), tra la Serenissima Repubblica di Venezia e la Repubblica di Genova.
Dal 2011 la manifestazione è trasmessa in diretta nazionale su Rai 3.

## Storia
Il termine Palio della Marciliana deriva da quello di una nave di piccolo cabotaggio in uso nel Medioevo.
L'imbarcazione - chiamata, appunto, marciliana - quando raggiungeva tonnellaggi di considerevole proporzione assumeva la dignità del nome magna. 

Costruita nei cantieri navali locali, è diventata nel tempo emblema del coraggio e del valore dei marinai chioggiotti. 

È stato calcolato che a tutto il XVIII secolo siano state diverse centinaia le marciliane impegnate a solcare il mar Mediterraneo orientale.
La guerra di Chioggia portò alla totale distruzione di quella che era al tempo Clugia minor, oggi Sottomarina, ricostruita solo oltre tre secoli dopo dalla Repubblica veneziana che pose a difesa di questo tratto di laguna fortificazioni e decine di chilometri di murazzi.
Una prima svolta all'evento bellico si ebbe nell'agosto 1379 quando, infranta la rete posta a difesa dalla flotta veneziana a Pola, i soldati della Repubblica di Genova incrociarono lungo la costa veneziana trovando un varco che, dopo un attacco combinato via terra e via mare, grazie anche all'ausilio di un esercito alleato proveniente da Padova, li portò ad asserragliarsi in Chioggia.
Teatro finale della sanguinosa guerra fu quindi essenzialmente il centro principale, all'epoca Clugia maior, ovvero l'antica Clodia) che venne liberato definitivamente dalle armate veneziane, dopo dieci mesi di assedio, il 24 giugno 1381.
Dalla data di quest'ultimo evento deriva la scelta delle giornate in cui si tiene il palio.

## Le feste del palio
Lungo corso del Popolo, la via principale della città, al suono dei Musici di Clugia  vengono contestualmente allestiti banchetti, montate taverne con accanto la Torre di Montalbano e insediati gli accampamenti degli armigeri, mentre tutto intorno si svolgono danze, canti, simulazioni di combattimenti ma anche delle attività lavorative dell'epoca, principalmente nelle saline (con i Milites Castri Salinae) e negli orti della laguna.
I balestrieri mostrano al visitatore bandiere, armature, strumenti musicali, fedeli e accurate riproduzioni di pezzi originali: una ricostruzione storica che vede impegnati centinaia di figuranti in abiti del Trecento ed in veste di spadaccini e tamburini in grado di trasportare chi assiste alla manifestazione in un suggestivo climax medievale.

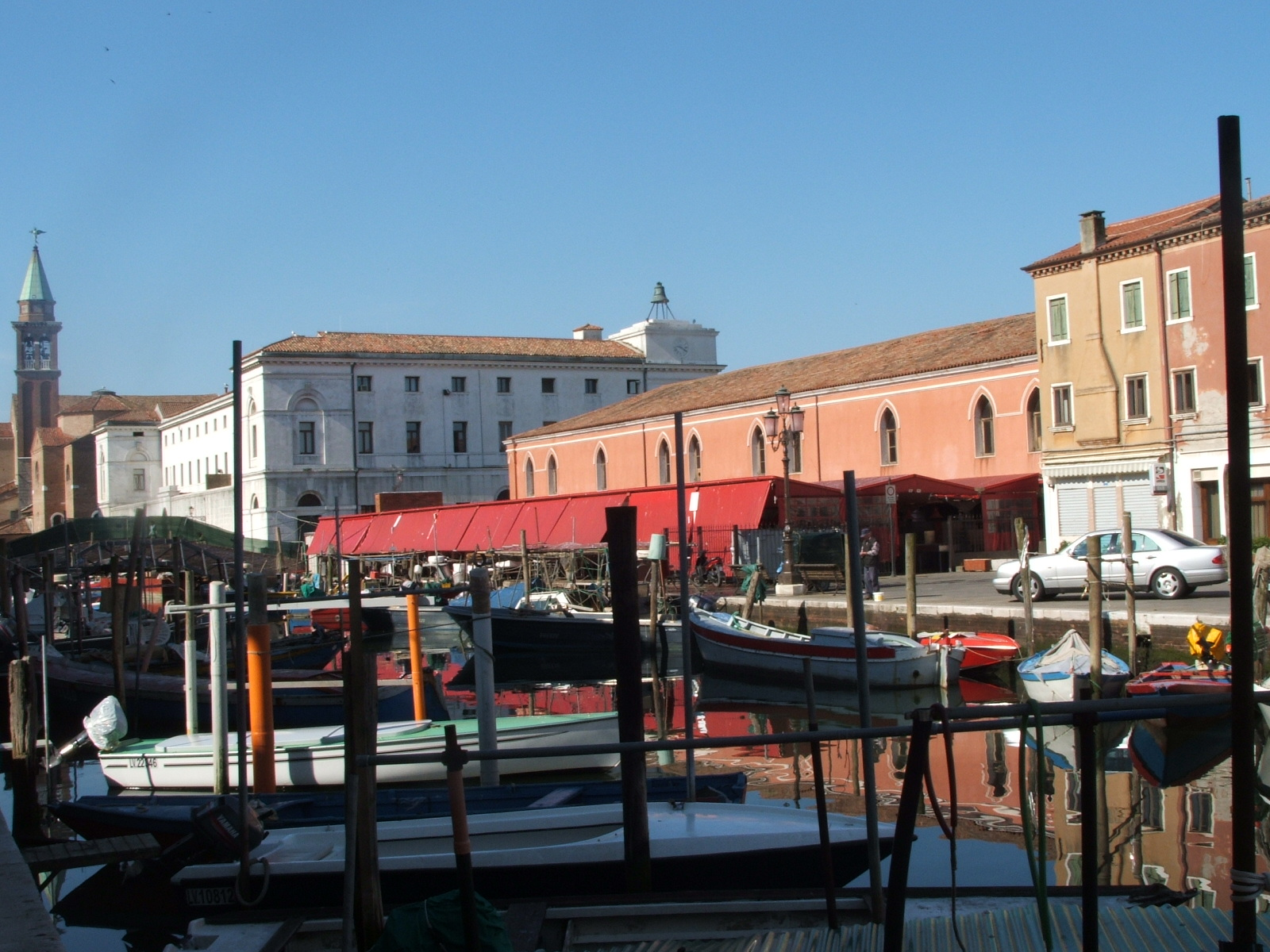
Chioggia - La tettoia rossa del mercato del pesce, ricavato in un edificio storico, accentua il contrasto cromatico con il bianco del vicino palazzo del Comune. La città veneta è il principale centro peschiero dell'alto Adriatico

In serata, le manifestazioni del Palio si concludono con un festoso corteo preceduto da spettacoli in tema, come l'incendio alla torre e le scene di vita quotidiana allestite nelle calli, sulle fondamenta, nelle rive e nei campi delle diverse contrade.

## Torneo della balestra
Il Torneo della balestra a Chioggia, non è sorto contemporaneamente al Palio della Marciliana (molto più recente), ma ha origini antiche risalenti all'epoca della guerra di Chioggia. È da osservare che, curiosamente, quest'arma era uno dei punti di forza dei soldati della Repubblica di Genova che poteva contare su un corpo di balestrieri di tutto rispetto se non considerato fra i più efficienti a quell'epoca.
Nel XV secolo vi fu, in mancanza di uno specifico riferimento in merito, una disputa intorno al fatto se al palio potessero partecipare o meno balestrieri non originari di Chioggia o che non fossero almeno veneziani.
Nel 1414 il Gran Consiglio cittadino adottò una scelta a metà strada nell'intento di accontentare sia coloro che erano favorevoli ad una estensione dei partecipanti sia quelli che invece si mostravano contrari a una tale ipotesi.
Fu pertanto deliberato di limitare ad un numero minimo di balestrieri forestieri la partecipazione ai giochi, precludendo però a questi l'aggiudicazione di un qualsiasi premio. Un codice in pergamena con la trascrizione fedele della delibera medioevale è conservato nell'antico archivio storico cittadino.

## Le contrade in competizione

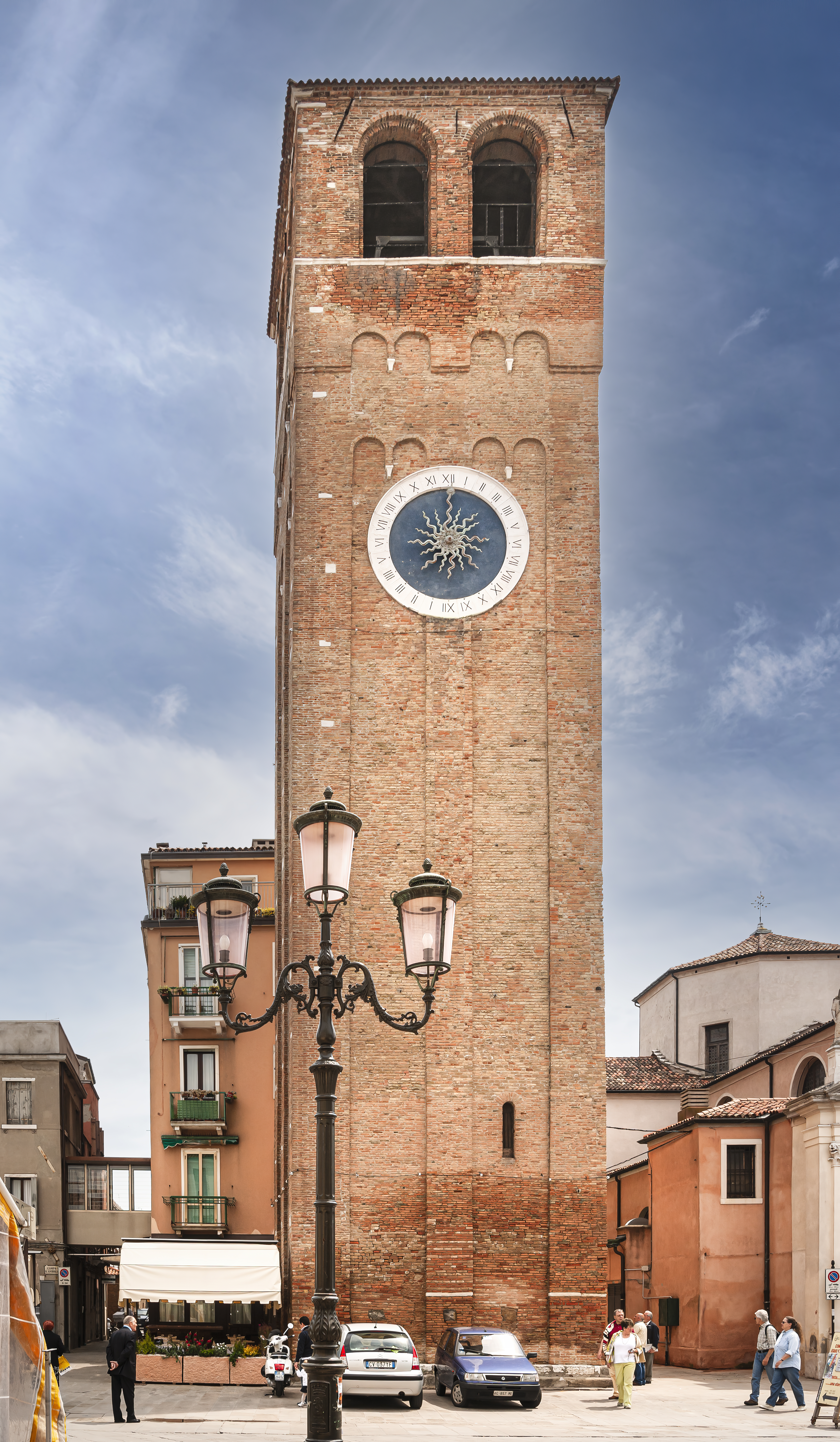
La Torre di Sant'Andrea - o Torre dell'Orologio - sorge accanto all'omonima chiesa ed è uno dei principali simboli di Chioggia. Su di esso in occasione del palio viene issato il gonfalone con il leone rampante, emblema dell'orgoglio clodiense. L'orologio costruito al suo interno è considerato il più antico al mondo.

In gara sono cinque contrade che rappresentano la comunità clugiense trecentesca: sono l'anima del palio e si contendono il primato con il tiro delle balestre grandi da banco. Il lavoro preparatorio del palio è piuttosto complesso e prevede una serie di incontri periodici che coinvolge anche scuole e istituzioni locali.
Questi i nomi e una breve descrizione delle contrade:
- Montalbano - È la contrada i cui rioni erano maggiormente ricchi di saline e valli da pesca, protette militarmente dalla torre di Nassaruolo, custodita ufficialmente dal novembre 1299. In realtà, il canale di Montalbano rivestiva una particolare importanza strategica in chiave bellica. Il suo colore è il vaio che diventa argento durante il palio, mentre il simbolo è rappresentato dalle tre torri di Montalbano, Saline e Nassaruolo.
- Sant'Andrea - Comprendeva calli dei settore nord-occidentale (anticamente l'ultra platheam) e nord-orientale (l'ultra Venam, la parte al di là del Canal Vena e del Ponte Vigo, uno dei principali della città). Vi sorgeva l'ospedale di Santa Croce che ospitava anche pellegrini di passaggio. Il suo simbolo è il decusse, appunto la croce di Sant'Andrea, mentre il colore distintivo è il verde.
- San Giacomo - Costituiva il cuore dell'area urbanistica, con il palazzo pretorio sede del Podestà su cui venivano issati nei giorni di festa i vessilli comunali e marciani. Dopo la guerra di Chioggia accolse la comunità monastica di Santa Caterina, il cui monastero era andato distrutto. Il simbolo è la conchiglia di san Giacomo di Compostela (Giacomo il Maggiore) mentre il colore identificativo è l'oro.
- San Martino - Conglobava le contrade di quella che ora è Sottomarina, antica Clugia minor. Era la contrada colta della città poiché diversi suoi abitanti non erano solo affermati mercanti ma anche dottori all'università di Padova. La guerra di Chioggia portò alla distruzione del ponte di pietra che da San Domenico giungeva a Clugia minor e della loggia dei bandi della futura Sottomarina. Simbolo di San Martino è la cappa, appunto, di San Martino mentre il colore rappresentativo è il rosso.
- San Michele Arcangelo - Contrada periferica, ha come simbolo la spada e la bilancia; il colore è l'ermellino che si trasforma in nero durante la gara del palio. Pochi gli abitanti di questa contrada e tutti gravitanti intorno al monastero benedettino di San Michele Arcangelo e Santissima trinità eretto nei pressi della foce del Brenta, punto focale dei collegamenti con l'entroterra di Padova. Anche questo convento, peraltro già in decadenza da inizio Trecento, fu distrutto nel corso della guerra di Chioggia prima di essere trasformato dai Genovesi in fortezza.

## Vincitori
- Montalbano: 2003, 2006, 2007, 2008, 2010, 2013
- Sant'Andrea: 1993, 2000, 2009, 2011, 2016
- San Giacomo: 1994, 1995, 1996, 1998, 1999, 2004, 2018, 2023
- San Martino: 2001, 2002, 2005, 2025
- San Michele: 1997, 2015, 2017, 2019, 2024

## Lessico essenziale
Quello che segue è un sintetico repertorio dei principali termini legati al Palio della Marciliana:

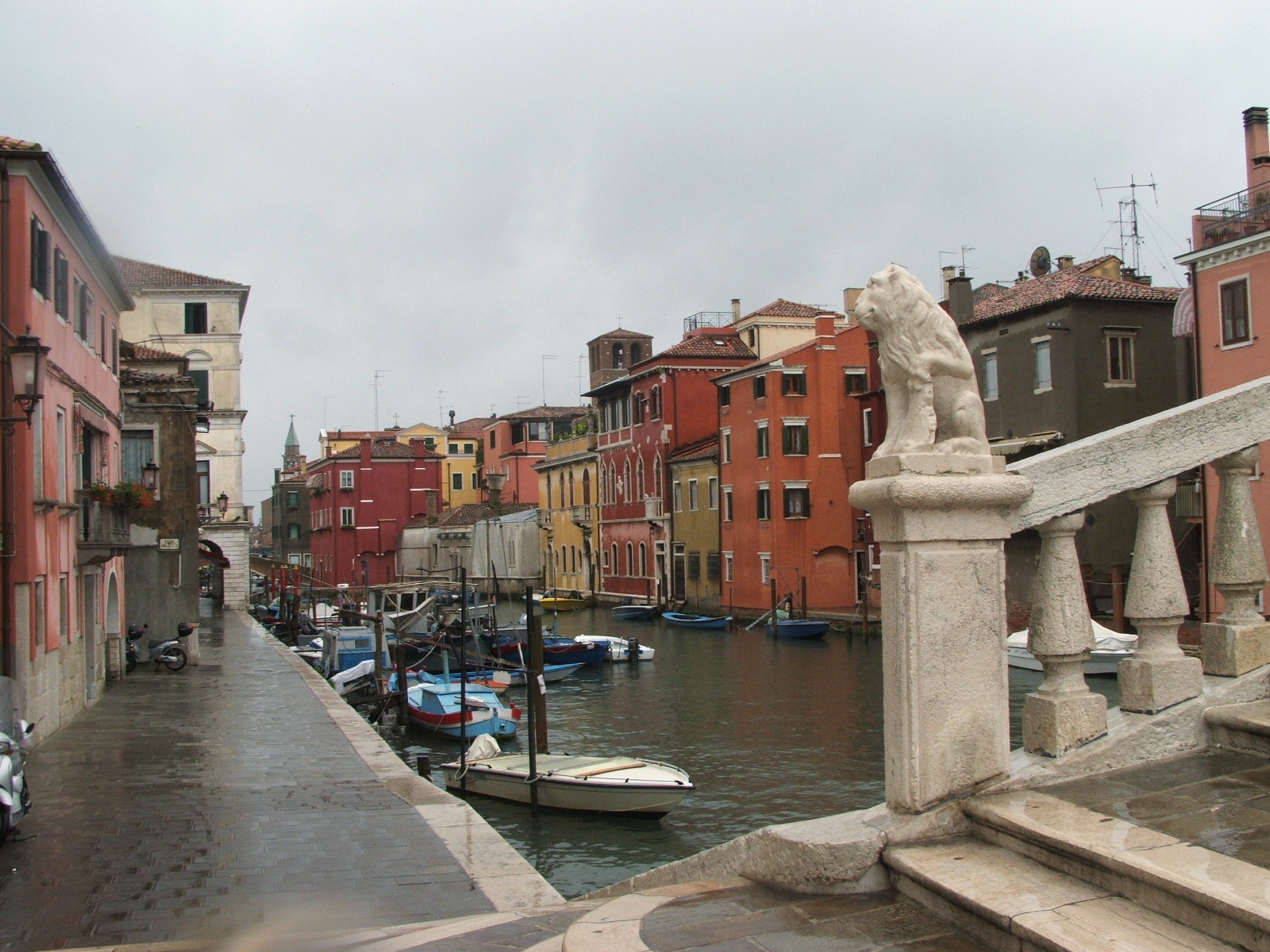
Riva Vena in prossimità del Ponte Vigo: calli e campi di Chioggia sono scenario dei combattimenti dei Milites

Leone marciano, simbolo della Serenissima Repubblica

- Milites Castri Salinae (o Milites del Castello delle Saline) - Gli uomini d'arme costituiscono, all'interno del Palio della Marciliana, un gruppo formato da sedici elementi costituito nel 1995. Aderenti all'ASDFISAS (Associazione Sportiva Dilettantistica Federazione Italiana Scherma Antica e Storica)  preparano le loro tecniche di combattimento su trattati riguardanti la scherma, il costume e le armi in genere del periodo medioevale qui riprodotte dopo essere state forgiate appositamente per il palio da maestri artigiani.  Sono posti sotto la protezione dei santi Felice e Fortunato, i santi patroni della città. I costumi che indossano vengono cuciti a Venezia sulla base di bozzetti originali. Impegnati già nel Duecento a difendere la città dagli assalti della vicina Padova tesi a porre un controllo sul commercio del prezioso sale, issano insegne veneziane (principalmente il Leone marciano) e clugiensi (cioè di Chioggia) e scudi con emblemi araldici di nobili famiglie venete. Fanno parte della loro dotazione bellica anche scudi triangolari e boccolieri (scudi di dimensioni ridotte e di forma arrotondata) oltre diversi tipi di spade, fiaccole, asce e bastoni fra cui i bastoni da fuoco che costituivano una sorta di prototipo dello schioppo, il futuro fucile.
- Musici de Clugia - Sono il gruppo musicale del palio. Formati da dieci elementi di ambo i sessi,  indossano anch'essi costumi d'epoca riprodotti sulla base di dipinti e forniscono ai Milites lo sfondo sonoro necessario per rappresentare la Moresca veneziana (vedi sotto). La loro musica non è dotta ma vicina al comune sentire popolare ed è eseguita con strumenti antichi quali  ghironde, pive, zampogne, cromorni, piffari, ciaramelle, flauti, cornamuse e cornetti. Ad accompagnare la loro musica sono i rulli dei tamburi dei Tamburini di Chioggia che scandiscono lo scambio dei diversi colpi di spada dei Milites. Secondo gli storici, la presenza di suonatori di strada nella città di Chioggia è attestata sino al tardo XVII secolo.
- Moresca veneziana - È una danza armata di antiche tradizioni eseguita dai Milites e che veniva rappresentata in particolari occasioni di festa nel territorio della Serenissima. Decaduta nel 1797 assieme alla Repubblica, la danza è stata recuperata per il Palio della Marciliana sulla base di documenti storici depositati all'Archivio di Stato di Venezia. È stata ripresentata per la prima volta in tempi moderni, sia pure in forma parziale, il 23 luglio del 1999 alle Giornate medioevali della Repubblica di San Marino e, successivamente, in forma integrale, a piazza San Marco al Festival europeo delle rievocazioni storiche nel carnevale veneziano del 2000.